# Софи Кинселла
Софи Кинселла (англ. Sophie Kinsella), настоящее имя Мадлен Уикхем (англ. Madeleine Wickham), урождённая Мадлен Таунли (англ. Madeleine Townley); (род. 12 декабря 1969) — британская писательница. Более, чем в 60 странах продано более 40 млн копий её книг, переведенных на более, чем 40 языков. По романам Софи снято 2 одноимённых фильма: «Шопоголик» (2009) и «Ты умеешь хранить секреты?» (2019).

## Биография и карьера
После окончания Нью-Колледжа в Оксфорде Мадлен работала журналисткой в финансовых изданиях, пока не занялась литературным творчеством. Она написала свою первую книгу («The Tennis Party») в 24 года. Наибольшей популярностью пользуются романы Уикхем, написанные в жанре «чиклит» , особенно серия про шопоголика. Героиня серии Бекки Блумвуд — финансовая журналистка, которая обожает ходить по магазинам и делать покупки, и потому не в состоянии разумно распоряжаться собственными финансами. Серия охватывает продолжительный период жизни Бекки — от первого перерасхода по кредитной карте («Тайный мир шопоголика») до замужества, рождения и воспитания ребёнка («Минни Шопоголик»). Во всех книгах серии сюжет развивается вокруг одержимости героини покупками и её зачастую нелепых поступков, которые порой серьёзно осложняют ей жизнь. По собственному признанию Софи, «Ребекка — это я, или моя сестра, или любой, кто когда-либо выходил из дома на секундочку, чтобы купить кофе, и возвращался с парой новых туфель. Ребекка — это любой человек, который заходит в магазин в уверенности, что то пальто, которое он только что увидел, сногсшибательно и его нельзя не купить». По мотивам первого романа серии был снят фильм «Шопоголик». Он вышел на киноэкраны в 2009 году. Роль Ребекки Блумвуд в картине досталась Айле Фишер, а Люка Брэндона Хью Дэнси.

Роман «А ты умеешь хранить секреты?» стал первым внесерийным романом писательницы. Его экранизация выйдет в российский прокат в начале октября. Главные роли в картине исполнили Александра Даддарио и Тайлер Хэклин. Софи присутствовала на съемках. 
Всякий раз, когда я оказывалась на каком-нибудь мероприятии, меня спрашивали: «Когда уже снимут фильм по книге «Ты умеешь хранить секреты?» Мы ждём – не дождёмся». А я отвечала: «Я сама бы этого хотела, будем надеяться!» И вот я на съёмочной площадке фильма. У меня по коже бегут мурашки, когда я вижу, как оживают описанные мною персонажи. Я уже успела вдоволь насмеяться и пару раз всплакнуть». Писательница с радостью делится эмоциями. «Я думаю, каждый автор экранизированных книг сталкивался с ситуацией, когда «О, Боже! А как же этот абзац? А как же этот кусочек?» Вместе с тем, чувствуешь невероятную гордость за то, что твоя история обретает новую форму, которая поможет донести её до людей. Когда я видела, как прописанные мною комические сцены и вымышленные персонажи оживали, у меня просто дыхание перехватывало.

## Личная жизнь
Мадлен Уикхем живёт в Лондоне с мужем, дочерью Сибеллой и четырьмя маленькими сыновьями: Фредди, Хьюго, Оскаром и Рэксом. В четвёртый раз Мадлен стала мамой 15 апреля 2010 года. Её сестра Джемма Таунли тоже пишет книги (When in Rome…, Little White Lies, Learning Curves, на русском языке пока не издавались). Перед выходом в свет книги «Шопоголик и бэби» Мадлен Уикхем совершила рекламный тур по США и Канаде.

### Серия про шопоголика
- «Тайный мир шопоголика» (The Secret Dreamworld of a Shopaholic, другое название — Confessions of a Shopaholic) (2000)
- «Шопоголик на Манхэттене» (Shopaholic Abroad, другое название — Shopaholic Takes Manhattan) (2001)
- «Шопоголик и брачные узы» (Shopaholic Ties the Knot) (2001)
- «Шопоголик и сестра» (Shopaholic and Sister) (2004)
- «Шопоголик и бэби» (Shopaholic and Baby) (2007)
- «Минни Шопоголик» (MiniShopaholic) (2010)
- «Шопоголик среди звезд» (Shopaholic to the Stars) (2014; в России — сентябрь 2015)
- «Шопоголик спешит на помощь» («Shopaholic to the Rescue») (2015, в России - 2016)
- «Шопоголик и Рождество» (Christmas Shopaholic) 2019

### Внесерийные
- Girls Night In (2004), на русском языке не выходила, на английском вышла в одной серии с Мэг Кабот («Дневники принцессы»)
- «А ты умеешь хранить секреты?» (Can You Keep a Secret?) (2004)
- «Богиня на кухне» (The Undomestic Goddess) (2005)
- «Помнишь меня?» (Remember me?) (2008)
- «Девушка и призрак» (Twenties girl) (2009)
- «У меня есть твой номер» (I’ve Got Your Number) (2012)
- «Брачная ночь» («Wedding Night») (2013)
- «В поисках Одри» («Finding Audrey») (2015)
- «Моя не идеальная жизнь» («My Not So Perfect Life») (2017)
- «Удиви меня» (Surprise Me») (2020)
- «Просто люби жизнь» («Love your life») (2022)
- «Незваная гостья» («Party Crasher») (2023)

### Моя мамочка - фея
- «День шалостей» («Mummy Fairy and Me») (2018)
- «Магия кувырком» («Mummy Fairy and Me. Fairy in Waiting») (2018)
- «Единорог на кухне» («Mummy Fairy and Me: Unicorn Wishes») (2019)
- «Приключение с русалками» («Mummy Fairy and Me. Mermaid Magic») (2020)

### Мадлен Уикхем
- The Tennis Party (1995) (рус. «Теннис-party», 2007 г.)
- A Desirable Residence (1996) (рус. «Дом твоей мечты»)
- Swimming Pool Sunday (1997) (рус.  «Weekend у бассейна», вышла в 2008 г.)
- The Gatecrasher (1998) (рус. «Сердцеедка»)
- The Wedding Girl (1999) (рус. «Невеста», вышла в 2007 г.)
- Cocktails for Three (2000) (рус. «Коктейль для троих», вышла в 2007 г.)
- Sleeping Arrangements (2001) (рус. «Испанские каникулы», вышла в 2007 г.)

## Награды
- Премия Бетти Траск 1995 года за The Tennis Party.